# Auris (Isère)
Auris település Franciaországban, Isère megyében. Lakosainak száma 187 fő (2022. január 1.). Auris Clavans-en-Haut-Oisans, Le Bourg-d’Oisans, Le Freney-d’Oisans, La Garde, Huez és Les Deux Alpes községekkel határos.

## Népesség
A település népességének változása:
| Lakosok száma | 144  | 229  | 206  | 206  | 198  | 201  | 190  | 183  | 181  | 187  |
|               | 1968 | 1982 | 1990 | 2006 | 2013 | 2015 | 2017 | 2019 | 2020 | 2022 |